# Vicia sepium
La veza o arveja  (Vicia sepium) es una especie  de la familia de las fabáceas.

## Descripción

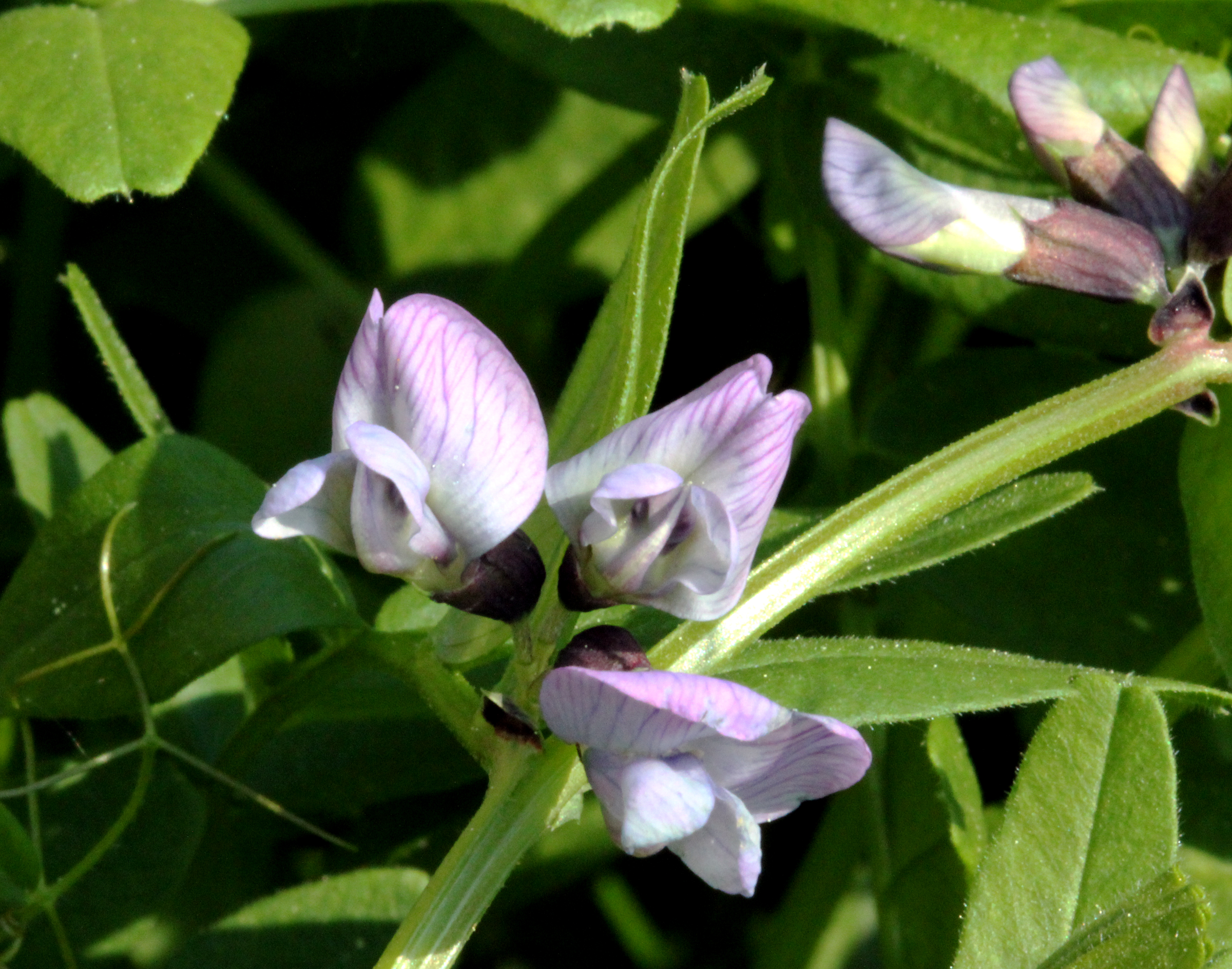
Flor

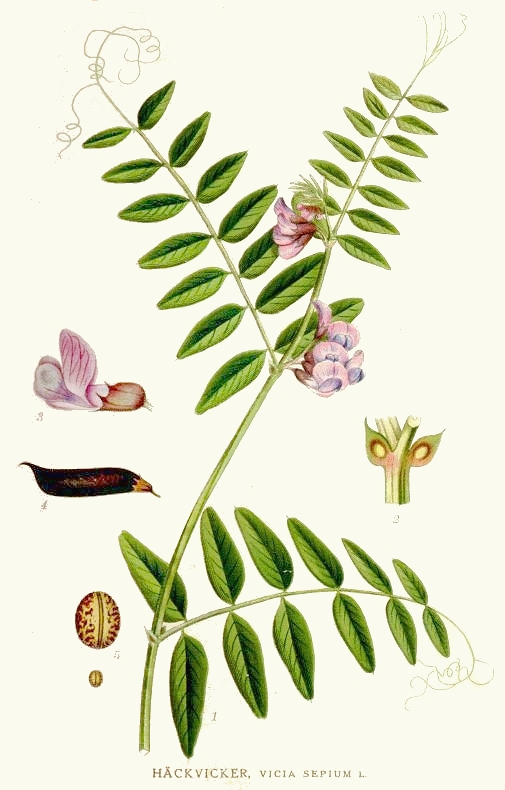
Ilustración

Planta generalmente pelosa, trepadora o rastrera, perenne de hasta 1 m. Hojas con 3-9 pares de folíolos finalmente puntiagudos, ovado-oblongos; estípulas elípticas, casi enteras, moteadas; 1-3 zarcillos. Flores morado-azuladas mate, 2-6 en cada uno de los cortos cabillos; pétalos de 1,2-1,5 cm; cáliz con dientes desiguales. Vaina de 2-4 cm, negra, glabra. Florece en primavera y verano.

## Hábitat
Habita en setos, lugares de arbustos y prados de montaña.

## Distribución
En toda Europa. América del sur

## Taxonomía
Vicia sepium fue descrita por Carlos Linneo y publicado en Species Plantarum 2: 737. 1753.
Etimología
Vicia: nombre genérico que deriva del griego bíkion, bíkos, latinizado vicia, vicium = la veza o arveja (Vicia sativa L., principalmente).
sepium: epíteto latino que significa "utilizada en setos o que sirve de cobertura".
Sinonimia
- Vicia basilei Sennen & Mauricio
- Vicioides sepium (L.) Moench[4]

## Nombres comunes
- Castellano: alverja, alverjana, arveja silvestre, mata trepadera, vera, veza, vicia de los vallados.[5]